# Я вас слышу
«Я вас слы́шу» — российский мультипликационный фильм 1992 года, созданный по мотивам сказки американского писателя Доктора Сьюза. Прототипом главного героя фильма (слона Хортона) стал академик А. Сахаров: 

А в фильме «Я вас слышу» мне хотелось сделать характер слона немного похожего на Андрея Дмитриевича Сахарова. Мощного человека, в то же время беззащитного. Я даже хроники набрал, Сахарова снимали, когда он приезжал в Екатеринбург, смотрел, как он ходит, как он двигается, всё хотелось воссоздать.— А. Караев.

## Сюжет
Про доброго слона, который, благодаря огромным ушам, слышал стоны личностей, живущих на пушинке и защищал маленьких обитателей от дождя, от ветра и мороза.
Слон представлен антропоморфным, в частности, у него человеческие пальцы и рот. Имя слона, Хортон, звучит лишь единожды. В сказке Сьюза действие происходит в вымышленных джунглях Нул, в мультфильме джунгли показаны «советскими», то и дело мелькают предметы советского быта 1980-х: фотоаппарат, песочница-грибок, удочка для подлёдной рыбалки, коллекция марок, где отчётливо читается «Почта СССР», сам Хортон читает пушинке отрывок из сказки К. И. Чуковского «Телефон». Личности на пушинке живут не в городе, как в оригинале, а в деревне, где разводят кур и лошадей, косят траву, работают на мельнице, постоянно носят с собой якоря, чтобы не улетать в случае ветра.

## Создатели
| режиссёр                  | Алексей Караев                                                         |
| сценарист                 | Алексей Караев                                                         |
| художник-постановщик      | Валентин Ольшванг                                                      |
| художники                 | Дмитрий Геллер, Эмилия Пасуманская, Татьяна Даниленко                  |
| художники-мультипликаторы | Александр Евладов, Алексей Караев, Сергей Айнутдинов, Наталья Беликова |
| оператор                  | Николай Грибков, Сергей Решетников                                     |
| продюсеры                 | Александр Татарский, Валентина Хижнякова, Анатолий Прохоров            |
| композитор                | Вячеслав Белов                                                         |
| звукооператор             | Надежда Шестакова                                                      |
| роли озвучивали           | Леонид Грицайчук, Дмитрий Шилко, Юрий Алексеев, Любовь Теплова         |
| тексты песен (стихов)     | Т. Макарова                                                            |

## О мультфильме
Алексей Караев в «Жильцах старого дома», «Добро пожаловать», «Я вас слышу», «Как вам это понравится» задействовал живописную технику: масляные мазки ложатся на прозрачную основу (целлулоид или стекло), создавая ощущение зыбкости, сиюминутности, текучей эфемерности, естественного дыхания формы. 

Дидактика американской сказки «размягчается» у А. К. живой текучестью визуального стиля. За поучительными парадоксами — в метаморфозах пятен, бликов и линий — брезжит вероятность посюсторонней идиллии, бытовая несуразица таит возможность досягаемой благодати.
— Сергей Анашкин: Новейшая история отечественного кино. 1986—2000. Кино и контекст. Т. II. СПб, «Сеанс», 2001